# El Atteuf
El Atteuf (em árabe: العطف) é uma cidade e comuna localizada na província de Ghardaïa, Argélia. Segundo o censo de 2008, a população total da cidade era de 14 752 habitantes.